# Natator depressus
Pour les articles homonymes, voir Tortue à dos plat.
Genre
Espèce
Synonymes
- Chelonia depressa Garman, 1880
- Natator tessellatus McCulloch, 1908

Statut de conservation UICN

 DD  : Données insuffisantes
Statut CITES
Natator depressus, unique représentant du genre Natator, est une espèce de tortues de la famille des Cheloniidae.
En français elle est parfois appelée Tortue à dos plat ou tortue plate.

## Distribution et lieux de ponte

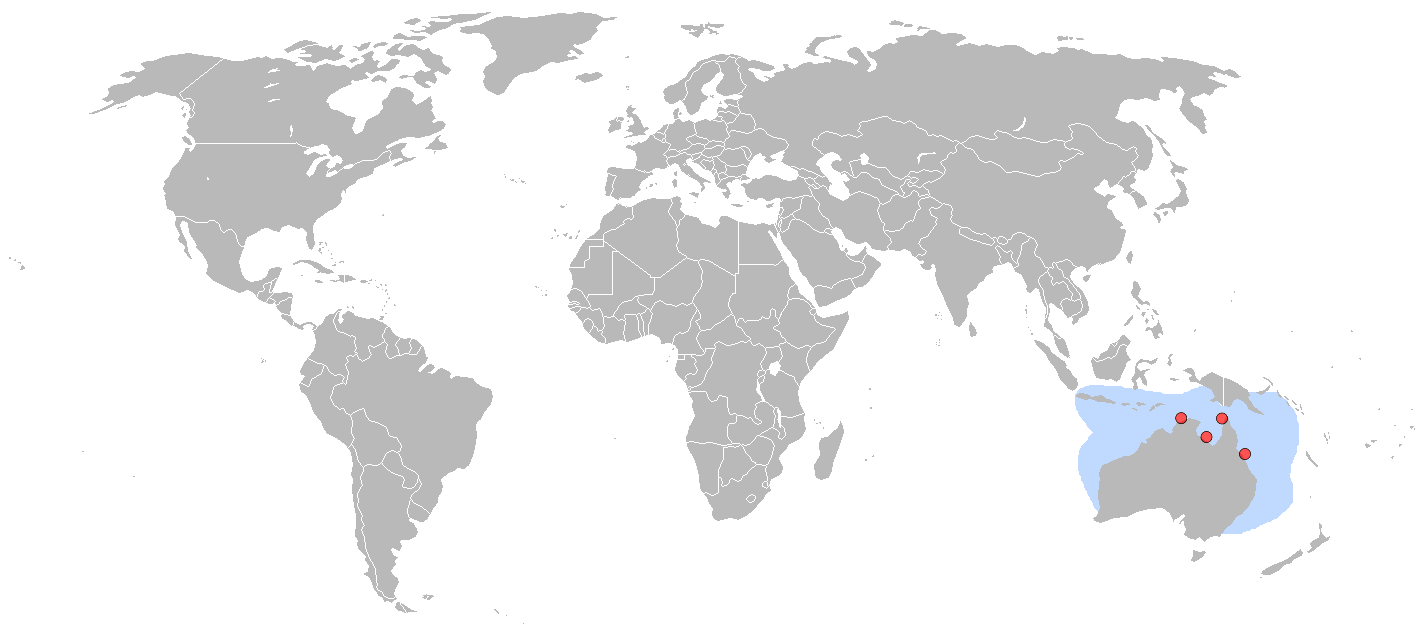
Distribution et lieux de pontes de Natator depressus
Fond bleu : présence
Point jaune : lieux de ponte secondaires
Point rouge : lieux de ponte principaux

Cette espèce se rencontre dans le nord du plateau continental australien en mer de Corail, en mer d'Arafura et en mer de Timor pour se nourrir au large de l'Indonésie, de la Papouasie-Nouvelle-Guinée et de l'Australie.
Elle ne niche que dans la moitié nord de  l'Australie de Exmouth à l'ouest jusqu'au parc naturel de Mon Repos (en) à l'est. Les centres de nidifications les plus importants se trouvant sur l'île Moent dans l'ouest du détroit de Torrès, mais aussi sur les îles du sud de la Grande barrière de corail et sur les plages principales du nord de Gladstone.
Elle préfère les eaux peu profondes. Les tortues mâles ne retournent jamais sur le rivage.

## Description
Un adulte mesure entre 95 et 130 cm et son poids varie de 100 à 150 kg .
Elle se reconnaît aisément à sa carapace lorsque ses écailles marginales sont recourbées vers le haut (ce n'est pas toujours franc). La couleur de sa dossière est verdâtre à olivâtre tirant sur le marron. Ses quatre paires d’écailles costales sont juxtaposées. La première paire d'écailles costales n'est pas en contact avec l'écaille nucale. Le plastron est de couleur crème à jaune. Elle possède deux paires de quatre plaques infra marginales. Elle ne dispose que d'une seule griffe sur ses nageoires et une paire d'écailles de préfrontales.

## Alimentation
Le régime est presque exclusivement carnivore, invertébrés marins incluant crustacés, céphalopodes, holothuries et coraux mous, et aussi poissons ; elle consomme également quelques algues.

## Reproduction

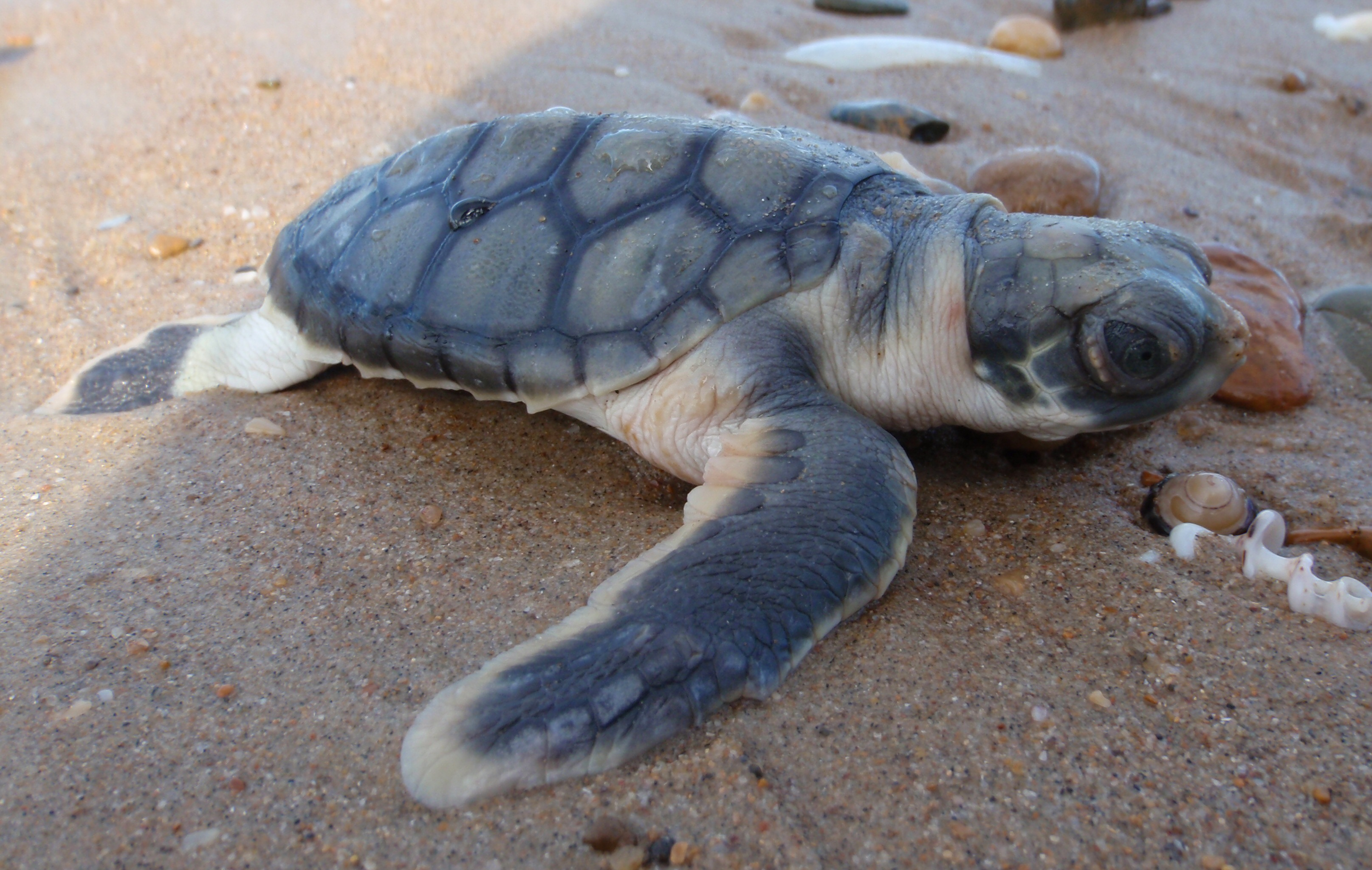
Nouveau-né se dirigeant vers la mer.

Natator depressus pond moins d'œufs que les autres tortues mais ses œufs sont plus gros (entre 50 et 78 œufs ronds de 62 mm de diamètre). Les femelles creusent d'abord une cavité de la taille de leur corps avec ses nageoires avant, puis, à l'intérieur, un trou plus petit de 30 à 50 cm. Elle couvre le petit trou de ses nageoires arrières puis rebouche le gros de ses nageoire avant. Elle retourne à l'eau ensuite. L'opération dure une heure et demie pour pondre, comme pour les autres tortues marines, les femelles les reproduisent après une quinzaine de jours, durant la saison de ponte. L’incubation est de 42 jours en moyenne. Elles ne viennent également nicher que tous les 2 ou 3 ans.
La maturité sexuelle est présumée à partir de 10 ans.

## Migration
Natator depressus migre peu, elle peut cependant parcourir plus de 1 000 km pour pondre.

## Danger
Natator depressus est particulièrement appréciée par les aborigènes pour sa viande et ses œufs, les régions reculées où elles viennent nicher les protègent cependant d'un braconnage excessif. Adulte, ses ennemis naturels à terre sont les varans, les dingos, les hérons et, tous trois introduits par l'homme, les renards, les porcidéset les rats. En mer, c'est le Crocodile marin qui est l'un de ces prédateurs.
Elles sont menacées en outre par toutes les pratiques humaines qui menacent les autres tortues (pêches, pollutions diverses, construction...).
Mais ce qui perturbent le plus cette espèce, c'est la détérioration des plages et les ravages des cyclones.
Toutefois, bien que ce soit l'espèce de tortues marines la plus réduite en nombre, elle court moins de danger que les autres.

## Position phylogénétique
Les principaux groupes évolutifs relatifs sont décrites ci-dessous par phylogénie selon Hirayama, 1997, 1998, Lapparent de Broin, 2000, & Parham, 2005 :
```
 --o 
Procoelocryptodira

 |--o 
Chelonioidea
 Oppel, 1811
 | |--o
 | | |--o †
Toxochelyidae

 | | `--o 
Cheloniidae

 | | |--o 
Caretta
 Rafinesque, 1814
 | | |--o 
Natator depressus
 (Garman, 1880)
 | |   `--o Chelonini
 | `--o 
Dermochelyidae
 dont la 
tortue luth

   `--o Chelomacryptodira c'est-à-dire les autres tortues cryptodires
```

## Publications originales
- Garman, 1880 : On certain species of Chelonioidae. Bulletin Museum of Comparative. Zoology, vol. 6, no 6, p. 123-126 (texte intégral).
- McCulloch, 1908 : A new genus and species of turtle from north Australia. Records of the Australian Museum, vol. 7, no 2, p. 126-128 (texte intégral)